# Férfi 200 méteres pillangóúszás a 2011-es úszó-világbajnokságon
A férfi 200 méteres pillangóúszást a 2011-es úszó-világbajnokságon július 26-án és 27-én rendezték meg, előbbin az selejtezőket és az elődöntőket, másnap a döntőt. A versenyen 29 ország 40 versenyzője kapott indulási jogot.
A versenyszám esélyese a címvédő és világcsúcstartó amerikai Michael Phelps volt, aki meg is védte címét.

## Rekordok
|                               | Név            | Nemzetiség | Idő     | Helyszín | Dátum            |
| ----------------------------- | -------------- | ---------- | ------- | -------- | ---------------- |
| Világcsúcs Világbajnoki csúcs | Michael Phelps | USA        | 1:51.51 | Róma     | 2009. július 29. |

## Érmesek
| Arany                             | Ezüst                 | Bronz          |
| Egyesült Államok · Michael Phelps | Japán · Macuda Takesi | Kína · Wu Peng |

## Eredmény

### Selejtezők
40 versenyző 5 futamban úszott.
| Helyezés | Selejtező | Pálya | Név                     | Nemzetiség | Idő     | Megj. |
| -------- | --------- | ----- | ----------------------- | ---------- | ------- | ----- |
| 1        | 5         | 7     | Dinko Jukić             | AUT        | 1:55.26 | Q     |
| 2        | 5         | 1     | Leonardo de Deus        | BRA        | 1:55.55 | Q     |
| 3        | 3         | 4     | Biczó Bence             | HUN        | 1:55.71 | Q     |
| 4        | 3         | 3     | Tyler Clary             | USA        | 1:55.95 | Q     |
| 5        | 5         | 4     | Macuda Takesi           | JPN        | 1:55.98 | Q     |
| 6        | 5         | 3     | Chen Yin                | CHN        | 1:56.23 | Q     |
| 7        | 3         | 2     | Chad le Clos            | RSA        | 1:56.37 | Q     |
| 8        | 5         | 6     | Cseh László             | HUN        | 1:56.39 | Q     |
| 9        | 5         | 5     | Paweł Korzeniowski      | POL        | 1:56.51 | Q     |
| 10       | 3         | 7     | Marcin Cieslak          | POL        | 1:56.56 | Q     |
| 11       | 4         | 4     | Michael Phelps          | USA        | 1.56.77 | Q     |
| 12       | 3         | 8     | Stefanos Dimitriadis    | GRE        | 1:56.82 | Q     |
| 13       | 3         | 1     | Ioannis Drymonakos      | GRE        | 1:56.88 | Q     |
| 14       | 3         | 5     | Kaio de Almeida         | BRA        | 1:56.92 | Q     |
| 15       | 4         | 3     | Wu Peng                 | CHN        | 1:56.98 | Q     |
| 16       | 3         | 6     | Michael Rock            | GBR        | 1:57.03 | Q     |
| 17       | 5         | 8     | Sebastien Rousseau      | RSA        | 1:57.15 |       |
| 18       | 5         | 2     | Jayden Hadler           | AUS        | 1:57.17 |       |
| 19       | 2         | 7     | Velimir Stjepanovic     | SRB        | 1:57.40 | NR    |
| 20       | 4         | 5     | Ryusuke Sakata          | JPN        | 1:57.66 |       |
| 21       | 2         | 3     | Robert Zbogar           | SVN        | 1:57.71 | NR    |
| 22       | 4         | 6     | Nyikolaj Szkvorcov      | RUS        | 1:57.85 |       |
| 23       | 2         | 6     | Chang Gyu-Cheol         | KOR        | 1:58.02 |       |
| 24       | 4         | 7     | Joseph Roebuck          | GBR        | 1:58.20 |       |
| 25       | 4         | 1     | Stefan Hirniak          | CAN        | 1:58.72 |       |
| 26       | 4         | 8     | Hsu Chi-Chieh           | TPE        | 1:59.33 |       |
| 27       | 2         | 1     | Gal Nevo                | ISR        | 1:59.68 |       |
| 28       | 2         | 4     | Duarte Mourao           | POR        | 1:59.81 |       |
| 29       | 2         | 8     | Israel Duran            | MEX        | 2:00.55 |       |
| 30       | 2         | 5     | Omar Pinzón             | COL        | 2:00.79 |       |
| 31       | 1         | 2     | Diego Castillo Granados | PAN        | 2:00.80 |       |
| 32       | 4         | 2     | Travis Nederpelt        | AUS        | 2:00.98 |       |
| 33       | 1         | 4     | Vo Nguyen               | VIE        | 2:01.25 |       |
| 34       | 2         | 2     | Jan Sefl                | CZE        | 2:01.34 |       |
| 35       | 1         | 8     | Hocine Haciane          | AND        | 2:04.14 |       |
| 36       | 1         | 6     | Jessie Lacuna           | PHI        | 2:04.23 |       |
| 37       | 1         | 3     | Donny Utomo             | INA        | 2:05.23 |       |
| 38       | 1         | 5     | Hoàng Quý Phước         | VIE        | 2:05.42 |       |
| 39       | 1         | 1     | Edwin Angjeli           | ALB        | 2:06.68 |       |
| 40       | 1         | 7     | Rommie Benjamin         | DOM        | 2:06.75 |       |

### Elődöntők

#### Első elődöntő
| Helyezés | Pálya | Név                  | Nemzetiség | Idő     | Megj. |
| -------- | ----- | -------------------- | ---------- | ------- | ----- |
| 1        | 3     | Chen Yin             | CHN        | 1:54.80 | Q     |
| 2        | 5     | Tyler Clary          | USA        | 1:56.01 |       |
| 3        | 1     | Kaio de Almeida      | BRA        | 1:56.06 |       |
| 4        | 2     | Marcin Cieslak       | POL        | 1:56.13 |       |
| 5        | 6     | Cseh László          | HUN        | 1:56.32 |       |
| 6        | 4     | Leonardo de Deus     | BRA        | 1:57.58 |       |
| 7        | 7     | Stefanos Dimitriadis | GRE        | 1:58.16 |       |
| 8        | 8     | Michael Rock         | GBR        | 1:58.78 |       |

#### Második elődöntő
| Helyezés | Pálya | Név                | Nemzetiség | Idő     | Megj. |
| -------- | ----- | ------------------ | ---------- | ------- | ----- |
| 1        | 3     | Macuda Takesi      | JPN        | 1:54.30 | Q     |
| 2        | 7     | Michael Phelps     | USA        | 1:54.85 | Q     |
| 3        | 4     | Dinko Jukić        | AUT        | 1:54.94 | Q     |
| 4        | 8     | Wu Peng            | CHN        | 1:55.28 | Q     |
| 5        | 5     | Biczó Bence        | HUN        | 1:55.35 | Q     |
| 6        | 6     | Chad le Clos       | RSA        | 1:55.56 | Q     |
| 7        | 2     | Paweł Korzeniowski | POL        | 1:55.85 | Q     |
| 8        | 1     | Ioannis Drymonakos | GRE        | 1:57.77 |       |

### Döntő
| Helyezés  | Pálya | Név                | Nemzetiség | Idő     | Megj. |
| --------- | ----- | ------------------ | ---------- | ------- | ----- |
| Aranyérem | 3     | Michael Phelps     | USA        | 1:53.34 |       |
| Ezüstérem | 4     | Macuda Takesi      | JPN        | 1:54.01 |       |
| Bronzérem | 2     | Wu Peng            | CHN        | 1:54.67 |       |
| 4         | 5     | Chen Yin           | CHN        | 1:55.00 |       |
| 5         | 1     | Chad le Clos       | RSA        | 1:55.07 |       |
| 6         | 8     | Paweł Korzeniowski | POL        | 1:55.39 |       |
| 7         | 6     | Dinko Jukić        | AUT        | 1:55.48 |       |
| 8         | 7     | Biczó Bence        | HUN        | 1:55.53 |       |